# Gerhart Baum
Gerhart Rudolf Baum (ur. 28 października 1932 w Dreźnie, zm. 15 lutego 2025 w Kolonii) – niemiecki polityk, prawnik, aktywista na rzecz praw człowieka, federalny minister spraw wewnętrznych w latach 1978–1982.
Działacz Wolnej Partii Demokratycznej (FDP) i jej wiceprzewodniczący (1982–1991).

## Życiorys
Jego ojciec będący adwokatem, został powołany na front wschodni, gdzie zginął w niewoli sowieckiej. Matka Rosjanka, trafiła do Niemiec wskutek ucieczki z Rosji po rewolucji październikowej. Jego babka ze strony matki urodziła się w Łodzi. Baum urodził się w Dreźnie, skąd po bombardowaniach wraz z matką i rodzeństwem uciekł do bawarskiego Tagernsee.
W 1950 roku przeniósł się do Kolonii, gdzie zdał egzamin maturalny. Studiował prawo na Uniwersytecie w Kolonii w latach 1953–1957. Po zdanych państwowych egzaminach prawniczych w roku 1957 i 1961, praktykował jako adwokat.
Od 1954 związany z Wolną Partią Demokratyczną (FDP), początkowo działał w młodzieżówce partyjnej Jungdemokraten, której między 1966, a 1968 był przewodniczącym. W latach 1970–1990 był członkiem landowego komitetu wykonawczego FDP w Nadrenii Północnej-Westfalii. W latach 1978–1991 był członkiem federalnego prezydium partii, a od 1982 do 1991 jednym z wiceprzewodniczących FDP.
Z list Wolnej Partii Demokratycznej sprawował mandat radnego Rady Miejskiej Kolonii (1969–1973) oraz posła do niemieckiego Bundestagu (1972-1994). Od 1972 do 1978 był parlamentarnym sekretarzem stanu w Ministerstwie Spraw Wewnętrznych. W latach 1978–1982 sprawował urząd federalnego ministra spraw wewnętrznych.
Od 1992 do 1998 był szef niemieckiej delegacji przy Komisji Praw Człowieka ONZ w Genewie. W latach 2001–2003 był Specjalnym Sprawozdawca ONZ ds. Praw Człowieka w Sudanie. Od 2003 członek Rady Powierniczej Amnesty International, a od 2006 członek Komitetu Doradczego Human Rights Watch.
Dwukrotnie żonaty. Miał troje dzieci. Mieszkał w Kolonii. Praktykował jako adwokat i był stałym komentatorem politycznym w programach publicystycznych niemieckiej telewizji.